# Julia Vargas
Julia Vargas (Manilla, 27 april 1881 – 15 april 1969) was een Filipijns maatschappelijk leider en filantroop.

## Biografie
Julia Vargas werd geboren op 27 april 1881 in Santa Cruz, een district in de Filipijnse hoofdstad Manilla. Ze was een dochter van Eduardo Luis Vargas, geboren in Madrid en Amalia Camus. Vargas zette zich jarenlang in voor allerlei maatschappelijke goede doelen. Ze werd echter vooral bekend door haar strijd tegen tuberculose, een ziekte die in de periode van de Amerikaanse koloniale tijd doodsoorzaak nummer 1 in de Filipijnen was. Ze was meer dan 30 jaar lid van de Philippine Tuberculosis Society (PTS) en was van 1932 tot 1969 president van de PTS. Vargas zette zich in voor de Sweepstakes Law, waarin de oprichting van een loterij werd geregeld, waarvan een deel van de opbrengsten werden gebruikt voor de bouw van het Quezon Institute, een ziekenhuis voor Tuberculose-patiënten. Ook kon de organisatie hierdoor haar activiteiten op het platteland uitbreiden. Vargas was ook betrokken bij diverse andere maatschappelijke en sociale organisatie als de National Federation of Women's Clubs, de Club de Damas Filipinas, de Women’s International League en de League of Women Voters.
Vargas ontving vele onderscheidingen voor haar strijd tegen TB. Toen de Philippine Tuberculosis Society in 1960 50 jaar bestond, ontving ze uit handen van president Carlos Garcia een Golden Heart Presidential Award. Ze overleed in 1968. Ze was van 1900 tot zijn dood in 1935 getrouwd met advocaat en topman Francisco Ortigas. Samen kregen ze zeven kinderen. Julia Vargas Avenue in Metro Manilla dat door Ortigas Center heen loopt is naar Julia Vargas vernoemd. In 1970 werd er een aantal postzegels uitgebracht ter ere van Julia Vargas en Philippine Tuberculosis Society.